# United States Navy ships
Tên của tàu chiến Hải quân Hoa Kỳ bắt đầu với cái tên USS hay U.S.S (tiếng Anh: United States Ship) có nghĩa là tàu Hoa Kỳ. Tên của một chiếc tàu được đặt theo sự lựa chọn của Bộ trưởng Hải quân Hoa Kỳ. Người ta thường gặp cụm từ USS ở trước tên của bất cứ một con tàu nào của Hải quân Hoa Kỳ.

## Hàng không mẫu hạm

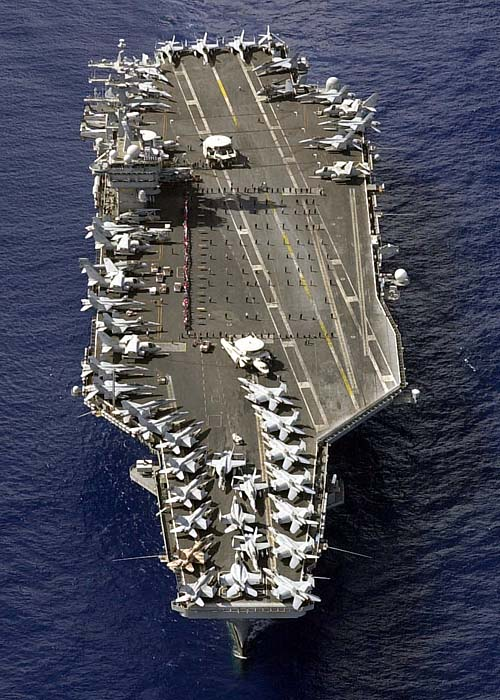
Siêu tàu sân bay của Hải quân Hoa Kỳ tháng 3 năm 2003

Tàu sân bay là cánh tay chiến lược quan trọng của Hải quân Hoa Kỳ, họ có hạm đội tàu sân bay lớn nhất thế giới. Các tàu sân bay cho phép không lực của Hoa Kỳ đạt đến bất cứ nơi nào trên thế giới.
Do khả năng của dặt hầu hết vào các quốc gia trong sự nổi bật của không quân Mỹ, tàu sân bay là nền tảng cho việc chuyển tiếp và chiến lược răn đe của Hoa Kỳ. Nhiều nhà khai thác đang triển khai trên thế giới để cung cấp sự hiện diện quân sự, đáp ứng nhanh chóng các cuộc khủng hoảng, tập trận với các đồng minh;
Lớp Enterprise (Ban đầu có sáu kế hoạch, nhưng chỉ một được thực hiện)
- USS Enterprise (CVN-65) — Norfolk, Virginia

Lớp Nimitz (10 chiếc)
- USS Nimitz (CVN-68) — Everett, Washington
- USS Dwight D. Eisenhower (CVN-69) — Norfolk, Virginia
- USS Carl Vinson (CVN-70) — San Diego, California
- USS Theodore Roosevelt (CVN-71) — Norfolk, Virginia
- USS Abraham Lincoln (CVN-72) — Everett, Washington
- USS George Washington (CVN-73) —Yokosuka, Japan
- USS John C. Stennis (CVN-74) — Bremerton, Washington
- USS Harry S. Truman (CVN-75) — Norfolk, Virginia
- USS Ronald Reagan (CVN-76) — Naval Air Station North Island in San Diego, California
- USS George H. W. Bush (CVN-77) — Norfolk, Virginia

Lớp Ford (Đang xây dựng, có nhiều kế hoạch)
- USS Gerald R. Ford (CVN-78) — Đang xây dựng, sẽ thay thế USS Enterprise
- USS John F. Kennedy (CVN-79) — Theo kế hoạch, sẽ thay thế USS Nimitz
- USS Enterprise CVN-80 — Theo kế hoạch, sẽ thay thế USS Dwight D. Eisenhower